# Кам'янівка
Кам'яні́вка (до 1961 року — Кам'яно-Товкачі, Кам'янка Товкачівська, Товкач-Кам'яний) — село в Україні, у Гладковицькій сільській територіальній громаді Коростенського району Житомирської області. Чисельність населення становить 83 особи (2001).

## Населення
Відповідно до результатів перепису населення СРСР, кількість населення станом на 12 січня 1989 року становила 165 осіб. Станом на 5 грудня 2001 року, відповідно до перепису населення України, кількість мешканців села становила 83 особи.

## Історія
18 листопада 1921 р. під час Листопадового рейду через Толкачівську Кам'янку, повертаючись із походу, проходили залишки Волинської групи (командувач — Юрій Тютюнник) Армії Української Народної Республіки.
У 1923—54 роках — адміністративний центр Кам'яно-Товкачівської сільської ради Овруцького району.
10 липня 2020 року включене до складу новоутвореної Гладковицької сільської територіальної громади Овруцького району Житомирської області. Від 19 липня 2020 року, разом з громадою, в складі новоствореного Коростенського району Житомирської області.